# Nils Jakobson
För andra personer med samma namn, se Nils Jakobsson
Nils Jakob Verner Jakobson, född 25 februari 1896 i Adolf Fredriks församling i Stockholm, död 11 januari 1955 i Oscars församling i Stockholm., var en svensk ingenjör och företagsledare.
Nils Jakobson var son till poliskommissarien J.A. Jakobson och Bertha Karlsson. Efter studentexamen vid Högre allmänna läroverket å Norrmalm i Stockholm 1915 läste han vid Kungliga Tekniska Högskolan (KTH) där han tog avgångsexamen 1920 och blev civilingenjör. Han var också reservofficer i fortifikationen, där han 1917 blev fänrik, 1920 blev underlöjtnant och 1924 blev löjtnant.
Jakobson blev biträdande ingenjör vid Stora Kopparbergs Bergslags AB i Falun 1920, konstruktör vid AB Vattenbyggnadsbyrån i Stockholm 1921, direktörsassistent vid Dalälvens regleringsförening i Falun 1921, kapten vid Väg- och vattenbyggnadskåren (VVK) 1931, verkställande direktör i Dalälvens vattenregleringsföretag, Indalsälvens regleringsförening samt Indalsälvens vattenregleringsföretag, samtliga befattningar i Stockholm från 1933. Han verkade sedan vid Faxälvens regleringsförening i Stockholm från 1942.
Han var styrelseordförande i Holmsjön-Leringens regleringsförening och styrelseledamot i Sv. Vattenkraftföreningen. Han företog resor till Tyskland, Schweiz och Italien. Han författade diverse publikationen angående sjöreglering och vattenkraft. Han blev ledamot av Svenska Teknologföreningen 1924. Han var riddare av Vasaorden (RVO).
Nils Jakobson gifte sig 1926 med Anna-Maja Rooth (1904–1998), dotter till direktören Otto Daniel Rooth och Ellen Hertzman. De fick tre söner: Sten (född 1926), Gunnar (född 1929) och Björn Jakobson (född 1934), som grundade Babybjörn tillsammans med brodern Stens hustru Elsa Jakobson (född 1930).
Han är begravd i familjegrav på Norra begravningsplatsen i Stockholm.